# St. Georgs-Orden (Österreich)

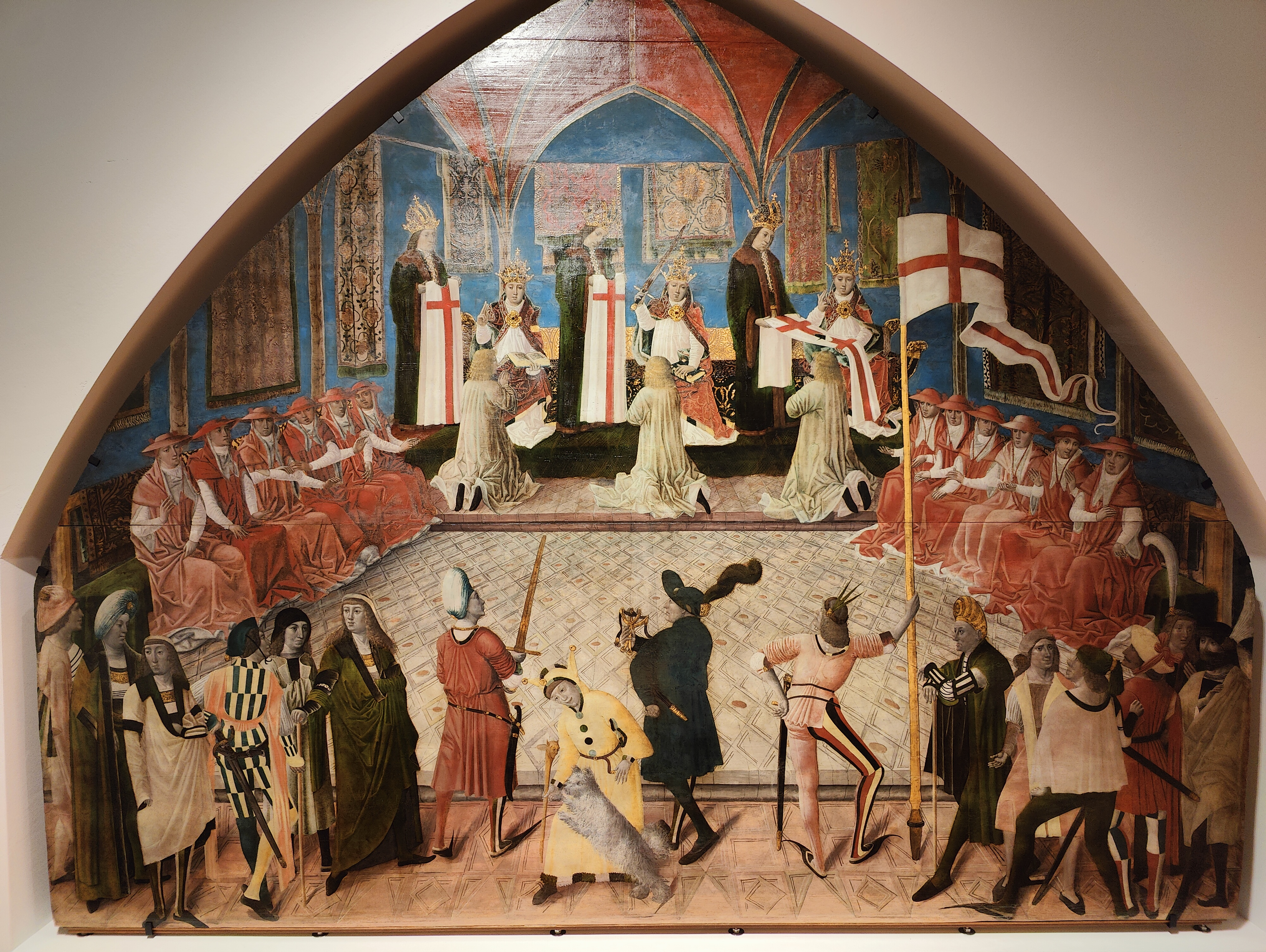
Papst Paul II. setzt 1469 in Anwesenheit von Friedrich III. den ersten Hochmeister des St.-Georgs-Ritterordens ein.

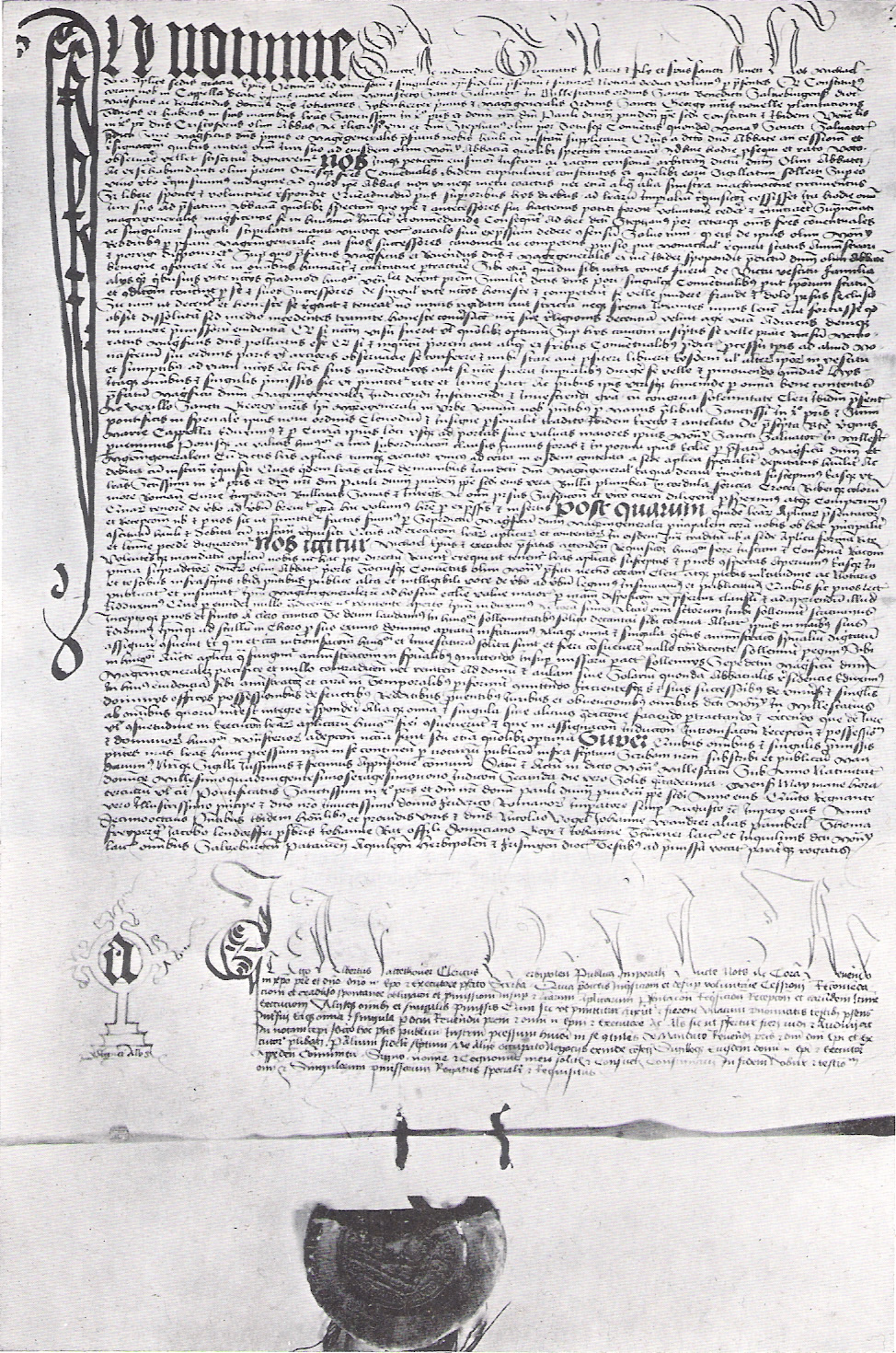
Urkunde über die Aufhebung des Benediktinerklosters Millstatt und die Amtseinführung des ersten Hochmeisters.

Der österreichische St.-Georgs-Orden wurde durch Kaiser Friedrich III. und Papst Paul II. am 1. Jänner 1469 in der Lateranbasilika zu Rom durch die Investitur des 1. Hochmeisters Johann Siebenhirter gegründet. Aufgabe des Ordens sollte der Kampf gegen die Türken sein, die die habsburgischen Erbländer Kärnten, Krain und Steiermark bedrohten. Hauptsitz wurde das ehemalige Benediktinerkloster Millstatt, zweiter Hauptsitz war Wiener Neustadt. Besonderer Förderer des Ordens war Kaiser Maximilian I. Nach dessen Tod verlor der Orden rasch an Bedeutung, bis im Jahre 1598 seine Besitzungen dem Jesuitenkolleg Graz übergeben wurden. Auf die Tradition des zwischen 1469 und 1598 bestehenden historischen St.-Georgs-Ordens berufen sich heute mehrere Gemeinschaften (siehe unten).

## Geschichte des Ordens
In dem nahe Bad Radkersburg gelegenen (aber erst im 17. Jahrhundert gegründeten Ort) Sankt Georgen an der Stainz (heute Sveti Jurij ob Ščavnici, Slowenien) hielt sich mindestens bis ins 19. Jahrhundert die Sage, der heilige Drachentöter persönlich habe 1418 in der angeblichen Schlacht bei Radkersburg dem habsburgischen Herzog Ernst gegen die Türken geholfen. Herzog Ernst war allerdings eher Mitglied des vom ungarischen König Sigismund gegründeten Ordens des besiegten Drachens. Zuvor hatte bereits der ungarische König Karl einen ersten Sankt-Georg-Ritterorden gegründet.

### Namensgleicher Vorläufer
Die Georgskapelle der Wiener Augustinerkirche wird bis 1378 als liturgischer Versammlungsraum eines von Herzog Otto dem Fröhlichen (1301–1339) gegründeten „St.-Georgs-Ritterordens“ erwähnt. Dieser war ein der höfischen Mode des Spätmittelalters folgender habsburgischer Hausorden, dem jedoch nur ein kurzes Leben beschieden war und der außer der Namensgleichheit keine Verbindung mit dem 1469 gestifteten und später in Millstatt ansässigen Orden besitzt. Schon im 16. Jahrhundert wurde die Georgskapelle der Wiener Augustinerkirche dann als Totenkapelle verwendet.

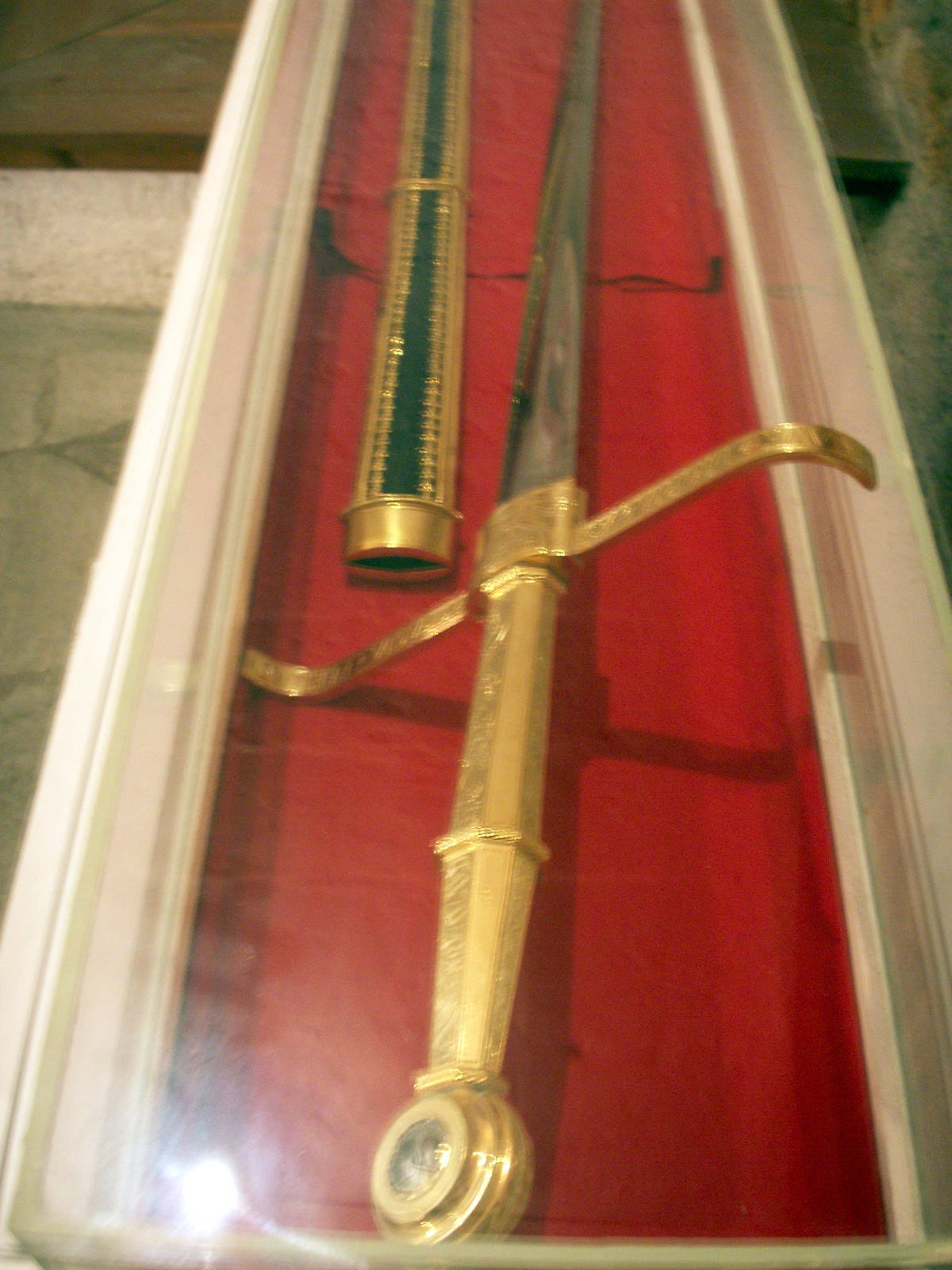
Amts- und Zeremonienschwert (Kopie) des ersten Hochmeisters Johann Siebenhirter mit Inschrift „AVE MARIA GRACIA PLENA“, ausgestellt im Stiftsmuseum Millstatt

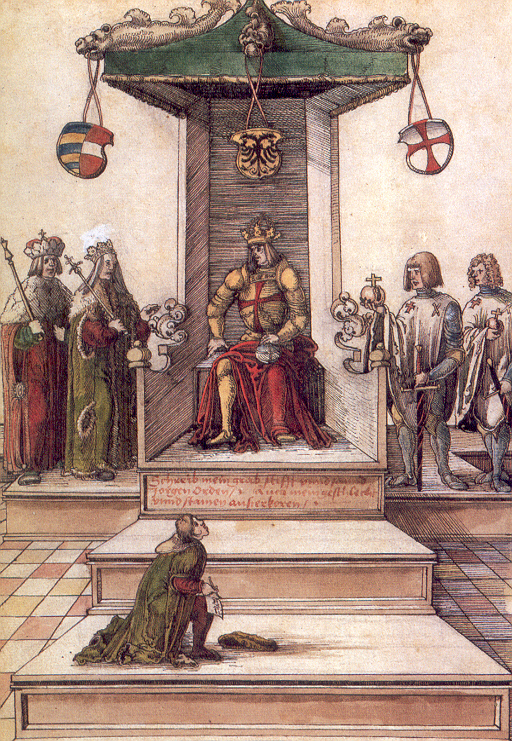
Kaiser Maximilian I. diktiert Marx Treitzsaurwein: „Schreibe von meinem Grabstift und St. Georgsorden, auch von meinem auserkorenen Geschlecht und Stamm.“ (Text auf der obersten Stufe des Throns) – Kolorierte Zeichnung, 1512. Österreichische Nationalbibliothek, Wien; Cod. 2835.

### Gründung und Blütezeit des Ordens
Während der Belagerung Kaiser Friedrichs III. im Jahre 1462 in der Burg zu Wien durch seinen Bruder Albrecht VI. und die Bürger der Stadt legte der Kaiser ein dreifaches Gelöbnis ab: Nach seiner Errettung wolle er eine Pilgerfahrt nach Rom machen, ein Bistum und einen Ritterorden zu Ehren des hl. Georg gründen. Im November 1468 brach Friedrich III. zur Pilgerreise nach Rom auf, am 1. Jänner 1469 kam es zur Investitur des 1. Hochmeisters Johann Siebenhirter in der Lateranbasilika durch den Kaiser und Papst Paul II. und am 18. Jänner wurden vom Papst die beiden Bistümer Wien und Wiener Neustadt errichtet; beide wiesen nur ein kleines Territorium auf. Das Bistum Wiener Neustadt wurde 1479 dem St.-Georgs-Ritterorden inkorporiert, aber aufgrund ständiger Streitigkeiten zwischen dem Orden und dem Bischof, vor allem um die Präzedenz, wurde schließlich 1528 diese Union definitiv beendet. Am 14. Mai 1469 wurde dem neuen Hochmeister und den Mitgliedern des Ordens von den letzten Benediktinermönchen das Kloster Millstatt übergeben. Als Vogt des Klosters Millstatt hatte der Kaiser die Aufhebung desselben durch den Papst erwirkt; die Lage des Klosters war für die Pläne des Kaisers sehr günstig, da Millstatt zwar nicht unmittelbar der Türkengefahr ausgesetzt war, aber doch für Verteidigung und Gegenangriff strategisch gut positioniert war. Für eine effiziente Abwehr der Türken wurde dem Orden auch die Burg Rechberg übergeben, wo der Orden Befestigungsanlagen errichtete, um Einfälle der vom Seebergsattel kommenden Türken nach Kärnten zu verhindern. Wegen der geringen Mitgliederzahl konnte der Orden die Erwartungen des Kaisers nicht erfüllen. Große Besitzungen wurden durch Friedrich III. dem Orden übergeben oder in Aussicht gestellt. So kam der Orden in den Besitz der Propstei Maria Wörth, der Herrschaft Pürgg im Ennstal und der Herrschaft Sankt Lorenzen im Mürztal. Zeitweise besaß der Orden auch die Herrschaft Sternberg und Landskron wie auch die Stadtpfarre Bozen, außerdem erwarb der Orden Besitzungen in Wien und in Niederösterreich. Die Übernahme der Zisterzienserabtei Viktring scheiterte am entschiedenen Widerstand der Kärntner Landstände und des Erzbischofs von Salzburg. In Wiener Neustadt übergab Kaiser Friedrich III. dem Orden die vom Baumeister Peter Pusica um 1450 errichtete Kirche in der Burg, die ursprünglich ein Marienpatrozinium hatte, nun aber dem hl. Georg geweiht wurde. Johann Siebenhirter renovierte nicht nur die desolaten Gebäude des Klosters, sondern erweiterte die Anlage zu einem repräsentativen Sitz des Ordenshochmeisters und errichtete Befestigungsanlagen, die umherstreifenden Türken widerstehen konnten. Mit seinem Namen sind auch zahlreiche Kunstwerke verbunden, die er für sich oder für den Orden in Auftrag gab, wie sein mit zahlreichen Miniaturen versehenes Gebetbuch (Königliche Bibliothek Stockholm), das großartige, reich geschmückte Antiphonar (Universitätsbibliothek Graz), wertvolle Inkunabeln (ebenfalls Universitätsbibliothek Graz) sowie zahlreiche spätgotische Flügelaltäre, die er für Millstatt oder für zu Millstatt gehörende Kirchen in Auftrag gab. Heute noch erhalten sind die Flügelaltäre von Lieseregg und von der Katharinenkapelle in Bad Kleinkirchheim. Im Kapuzinerkloster zu Wiener Neustadt befindet sich ein Tafelbild mit der Kreuzabnahme Christi, das vermutlich von Siebenhirter für die Georgskirche in der Burg gestiftet worden war. Von Meister Thomas von Villach stammt ein Tafelbild, den hl. Domitian darstellend, ursprünglich Teil eines Flügelaltares in der Stiftskirche Millstatt (heute im Museum der Stadt Villach), und gemeinsam mit seiner Schule schuf er die Fresken beim Friedhofsportal und im Kreuzgang. Vermutlich gehen auch die Fresken desselben Meisters in der Kirche von Gerlamoos, deren Thema Szenen der Georgslegende sind, ebenfalls auf einen Auftrag Siebenhirters zurück. Der Orden hatte im Bereich dieser Kirche Besitzungen (Lengholz). Zur Zeit Johann Siebenhirters kamen auch die Brauttruhen der Paola Gonzaga nach Millstatt. Sie hatte den letzten Grafen von Görz Leonhard geheiratet, starb aber 1495 ohne Nachkommen (ein Mädchen war schon früh verstorben). Leonhard übergab vier nach Entwürfen des Andrea Mantegna geschaffene Truhen dem St.-Georgs-Ritterorden. Zwei Truhen mit Elfenbeinreliefs befinden sich im Dom zu Graz, Stuckreliefs von zwei vergoldeten Holztruhen befinden sich im Landesmuseum Kärnten, und in Millstatt blieb eine dieser Truhen erhalten; sie wird im Stiftsmuseum aufbewahrt. Die enge Verbundenheit des Kaisers mit dem von ihm gegründeten Orden zeigte sich auch darin, dass er in den Gewändern des Ordens beigesetzt werden wollte. An seinem Grabmal im Stephansdom in Wien wird in mehreren Szenen auf den St.-Georgs-Ritterorden Bezug genommen und am Epitaph mit der Darstellung des Kaisers und den Wappen seiner Länder kommt dem Wappen des Ordens ein besonderer Rang zu.
Im Nachfolger Kaiser Maximilian I. erstand dem Orden ein besonderer Förderer, der bis zu seinem Tode dem Orden engstens verbunden blieb und sich für den Orden unmittelbar verantwortlich fühlte. Diese Verbundenheit hängt auch mit der besonderen Verehrung des heiligen Georg zusammen, dessen Namen Maximilian I. eigentlich tragen sollte, und der Maximilian zeitlebens begleitenden Idee, die Türkengefahr zu bannen.

### St.-Georgs-Bruderschaft

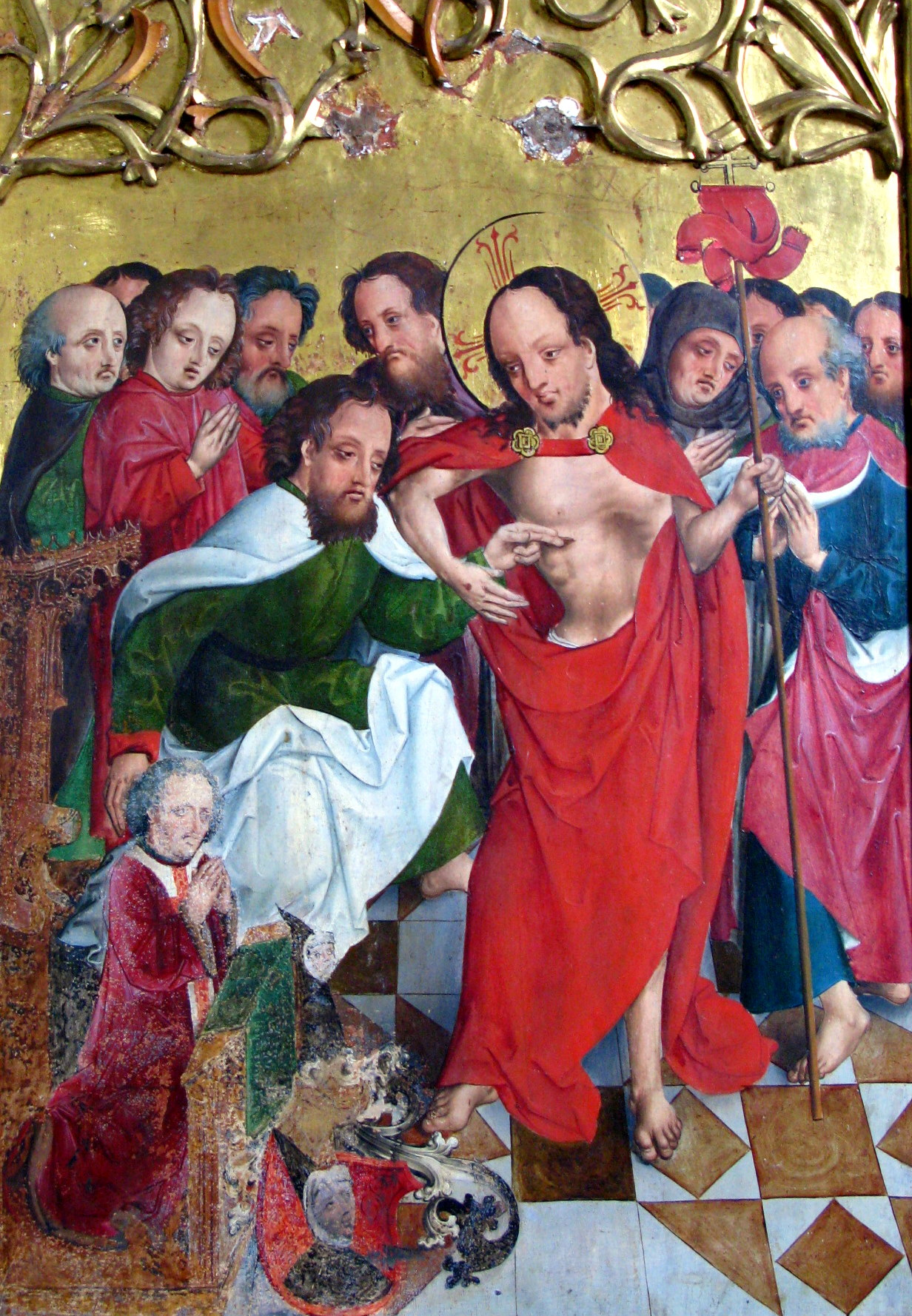
Altar von Lieseregg – Der ungläubige Thomas und links unten der kniende Altarstifter Johann Siebenhierter

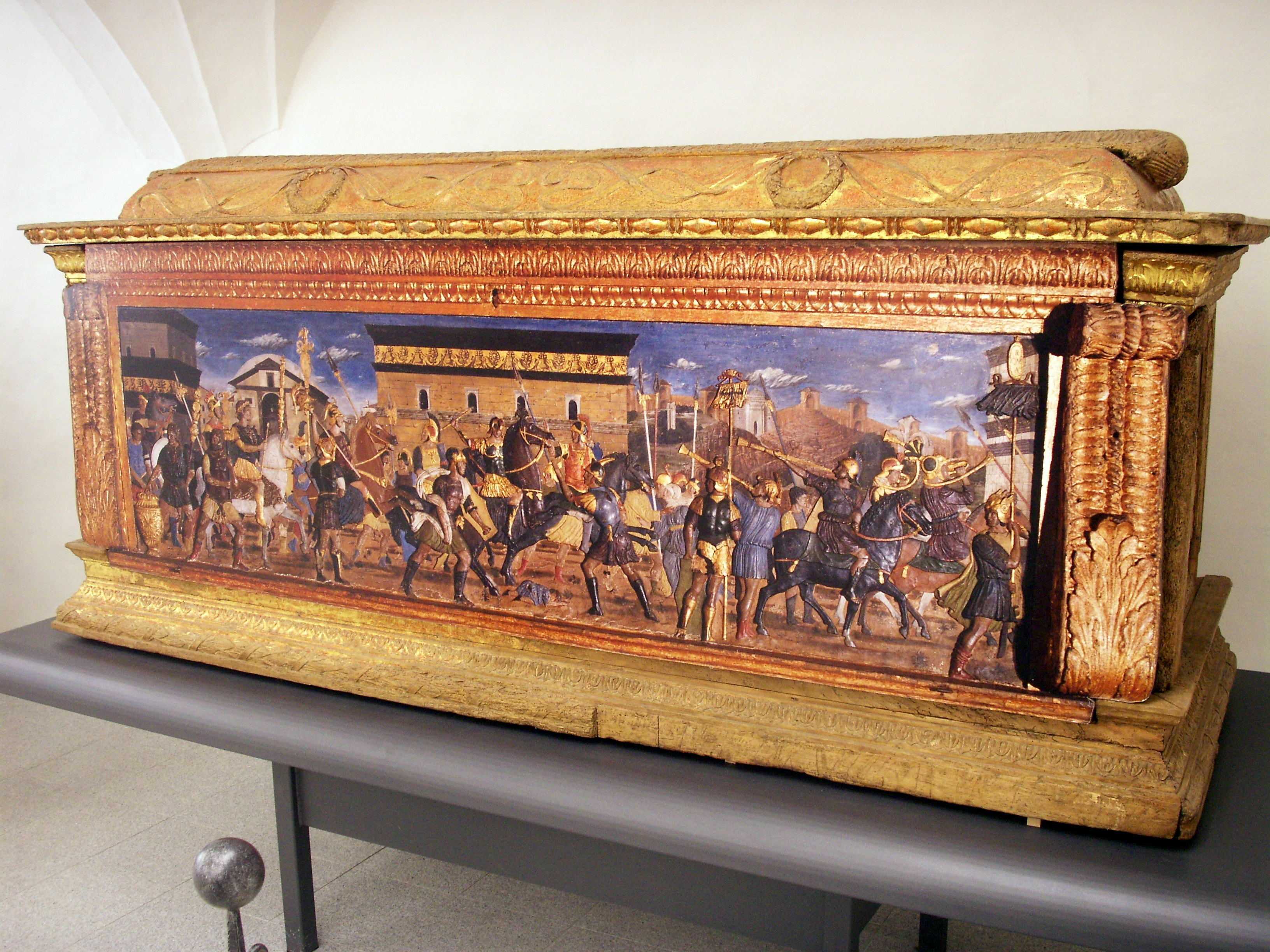
Gonzaga Brauttruhe mit einem Relief von Andrea Mantegna

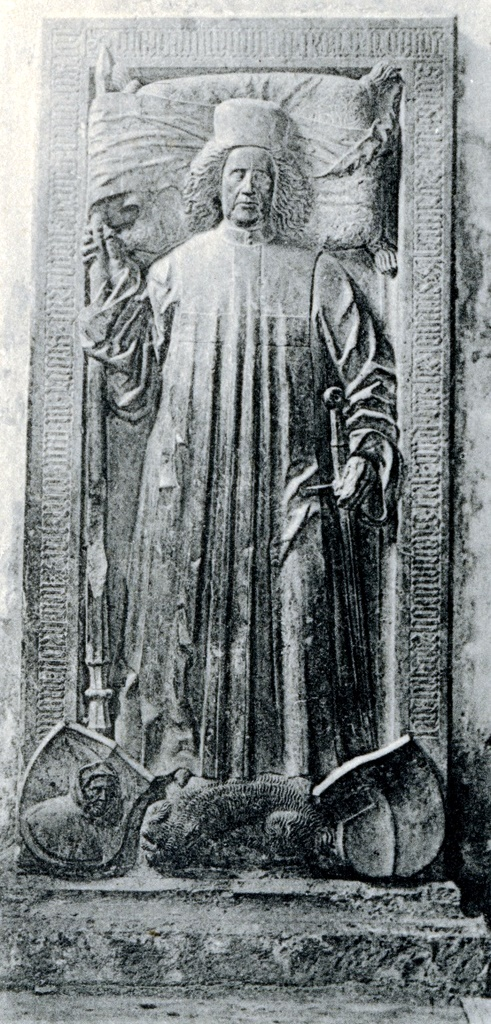
Grabplatte des ersten Hochmeisters Johann Siebenhirter

Da der Kaiser feststellen musste, dass der Orden relativ wenige Mitglieder hatte und daher nicht in der Lage war, ernsthaft den Kampf mit den Türken aufzunehmen, gründete Maximilian I. schon kurz nach dem Tod seines Vaters am 17. September 1493 in Innsbruck die St.-Georgs-Bruderschaft. Gedacht war an eine weltliche Bruderschaft, die aber dem Orden angegliedert sein sollte und deren Mitglieder durch Spenden oder auch durch Beteiligung am Kampf gegen die Türken diesen tatkräftig unterstützen sollten. Mit ihrer Hilfe sollte in Rann an der Save (heute Brežice in Slowenien) eine Festung mit einer Besatzung von 2000 bis 3000 Mann errichtet werden. Als zusätzlichen Anreiz sollten die Mitglieder eine Reihe von Privilegien erhalten. Am 28. Oktober 1494 nahm der Kaiser selbst in der Kathedrale von Antwerpen gemeinsam mit seiner ganzen Familie und zahlreichen Reichsfürsten die Mitgliedschaft der Sankt-Georgs-Bruderschaft an. Auch der damaligen Papst Alexander VI. und zahlreiche Kardinäle wurden Mitglieder dieser Bruderschaft. Am 15. November 1494 richtete Maximilian I. einen Appell an alle christlichen Könige und Fürsten sowie an die gesamte Christenheit, der Bruderschaft beizutreten und einen vom Kaiser für das darauffolgende Jahr geplanten Türkenfeldzug zu unterstützen, ohne jedoch viel Interesse zu finden. Den Rittern, die an diesem Feldzug teilnehmen würden, verlieh er das Privileg, in ihrem Wappen eine Krone zu führen, und schuf damit den Stand der „gekrönten Ritter“. Aufgrund der zahlreichen Auseinandersetzungen mit Frankreich und Venedig kam es nicht zu dem geplanten Feldzug.

### St.-Georgs-Gesellschaft

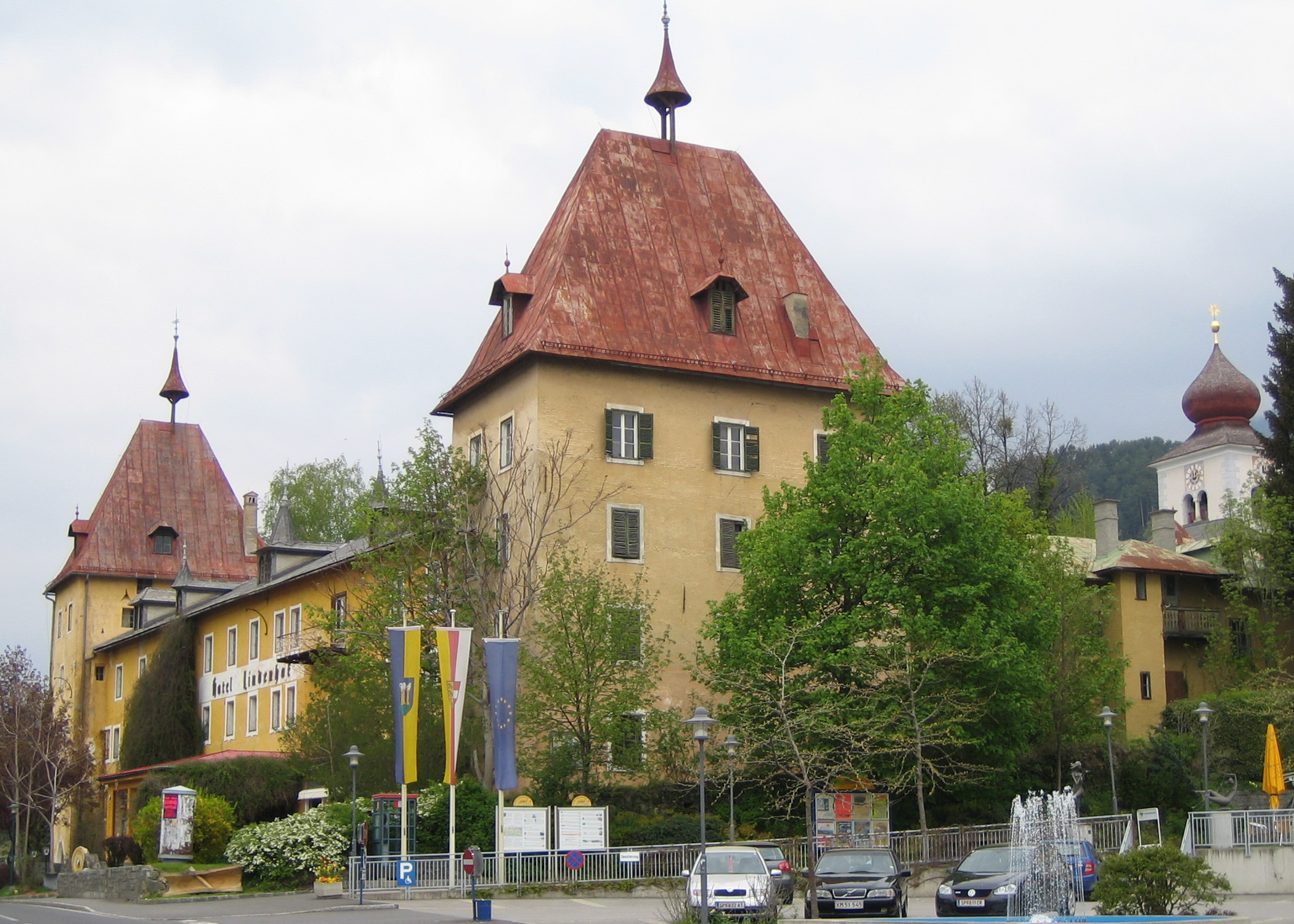
Der Südtrakt des ehemaligen Ordensschlosses, das Hochmeisterschloss, wurde lange Zeit als Hotel genutzt

1503 erneuerte der Kaiser seinen Appell zur Unterstützung des Kampfes gegen die Türken und schuf zusätzlich die St.-Georgs-Gesellschaft. Die vom Kaiser erhoffte breite Zustimmung trat auch diesmal nicht ein. Bei der Kaiserproklamation Maximilians im Dom von Trient am 4. Februar 1508 kam den anwesenden Georgsrittern die Aufgabe zu, Maximilian formell zur Annahme dieser Würde aufzufordern. Am 10. Oktober desselben Jahres starb der Hochmeister Johann Siebenhirter und wurde in der Stiftskirche zu Millstatt beigesetzt. Sein Epitaph befindet sich heute in der seinen Namen tragenden nördlichen Seitenkapelle. Als Nachfolger wurde Johann Geumann gewählt, der wie sein Vorgänger in einer engen Beziehung zum Kaiser stand und von Maximilian I. später als Testamentsvollstrecker erwählt wurde. Geumann wurde vom Kaiser aber nur als Verweser des Hochmeisteramtes bestätigt, erst am 25. März 1518, also fast zehn Jahre später, wurde er in einer feierlichen Zeremonie unter Beteiligung von Vertretern mehrerer Herrscherhäuser in Hall in Tirol als Hochmeister eingesetzt. Vermutlich trug sich Maximilian lange mit dem Gedanken, selbst die Würde eines Hochmeisters zu übernehmen, so wie er als Herzog von Burgund an der Spitze des Ordens vom Goldenen Vlies stand, bis er diese Würde an seinen Sohn Philipp abgeben musste. Eine besondere Rolle kam dem St.-Georgs-Ritterorden in den Testamentsentwürfen Maximilians zu. Der Kaiser plante sein Grabmonument als eine Art Gralsburg am Falkenstein bei St. Wolfgang. Dort sollten auch die ehernen Statuen seiner Vorfahren aufgestellt werden, die er in Innsbruck gießen ließ (siehe Grabmal Kaiser Maximilians I.). Die Grabwache sollten die Mitglieder des St.-Georgs-Ritterordens übernehmen. Diese Pläne wurden durch den Salzburger Erzbischof Leonhard von Keutschach durchkreuzt, und kurz vor seinem am 12. Jänner 1519 erfolgten Tod verfügte der Kaiser, dass sein Leichnam in der Georgskirche von Wiener Neustadt unter den Altarstufen beigesetzt werden sollte. Die Grabwache sollte dem St.-Georgs-Ritterorden obliegen, der diese Aufgabe auch wahrnahm, solange er dazu in der Lage war. Ferner bestimmte der Kaiser, dass sein Leichnam in den Gewändern des Ordens aufgebahrt und beim Katafalk die Insignien dieses Ordens aufgestellt werden sollen.

### Niedergang und Ende des Ordens
Mit dem Tode Kaiser Maximilians verlor der Orden seine Bedeutung. Kaiser Karl V. und sein Bruder Ferdinand I. hatten kein Interesse an dem Orden, zumal es diesem nie gelungen war, die mit seiner Gründung verbundenen Aufgaben bei der Bekämpfung der Türken zu erfüllen. Die Anzahl der Mitglieder schrumpfte, etliche Mitglieder schlossen sich der Reformation an, und die Disziplin ließ immer mehr nach, sodass die Ordensmitglieder in Millstatt wie in Wiener Neustadt und an den anderen Standorten des Ordens wachsendes Ärgernis erregten. Johann Geumann hatte durch eine rege Bautätigkeit in Millstatt und sein Wirken im Umfeld des Kaisers dem Orden noch Glanz vermittelt. Zu seiner Zeit stiftete der dem Orden nahestehende Augustinus Reinwald das großartige Weltgerichtsfresko, das vermutlich von Urban Görtschacher nach 1519 geschaffen wurde. Geumann starb 1533 und wurde ebenfalls in der Stiftskirche zu Millstatt beigesetzt; sein Epitaph steht heute in der südlichen Seitenkapelle, die seinen Namen trägt. Sein Nachfolger wurde Wolfgang Prandtner, der Diplomat im kaiserlichen Dienst war und sich wenig um den Orden kümmern konnte. Er starb 1541 an der Pest und wurde in Trautmannsdorf bei Wiener Neustadt beigesetzt. Es kam zu keiner Wahl eines neuen Hochmeisters, der Besitz des Ordens wurde teilweise verpfändet, die Verwaltung von kaiserlichen Kommissaren wahrgenommen. Ab 1573 wurden die Erträge in wachsendem Ausmaß für das neugegründete Jesuitenkolleg in Graz verwendet und schließlich 1598 der gesamte Besitz diesem Kolleg und der Jesuitenuniversität in Graz übergeben. Eine formale Aufhebung des Ordens ist schriftlich nicht nachweisbar. Möglicherweise wurde diese bürokratisch doch recht aufwändige Maßnahme unterlassen, da keine Ordensritter mehr namhaft waren.

## Nachwirken des Ordens nach 1598
Über die weitere Entwicklung des offenbar weit zerstreuten Ordens liegt wenig vor, es ist weder ein Dokument über eine Aufhebung des Ordens noch über eine spätere Neu- oder Wiedergründung bekannt.
Der 1779 in Wien erschienene „Ritter-Orden-Almanach“ verzeichnet den Orden unter der Liste der aufgehobenen Ritterorden in Deutschland.
Roman von Procházka erwähnt im „Österreichischen Ordenshandbuch“ (1974, 1979) einen „Millstätter Stiftsorden vom Hl. Georg in Kärnten“ und beschreibt diesen als souveränen Ritterorden mit dem Sitz in Rom und dem italienischen Namen „Sovrano Militare Ospitaliero Ordine di San Giorgio in Carinzia“, gibt jedoch für diese Gemeinschaft kein Gründungsdatum an. Laut Procházka handelt es sich dabei um eine „an den österreichischen Ritterorden vom Hl. Georg anknüpfende Neugründung der ritterlichen Bruderschaft gleichen Namens [...], die unter der Schirmherrschaft der Souveräne a[us] d[em] H[ause] Habsburg weiter existierte und von Maria Theresia im J[ahre] 1756 mit besonderen Statuten begnadet wurde“. Laut Procházka befand sich diese Gemeinschaft „seit der Franzosenherrschaft in Illyrien bis 1838 im Exil in Bayern“, worauf „das Priorat in Österreich i[m] J[ahre] 1849 von Kaiser Franz Joseph und dann 1917 von Kaiser Karl I. bestätigt [wurde], der auch den deutschen Bischof Hudal in Rom zum Ordensgouverneur ernannte“. Dokumente über die von Procházka erwähnte Neugründung existieren keine, auch die Bestätigungen durch Maria Theresia 1756 und Kaiser Franz Joseph 1849 sind nicht belegbar. Anders die Bestätigung des Ordens durch Karl I., die umständehalber nur mündlich erfolgte, jedoch durch mehrere Zeugen belegt ist.

## Nachfolgeorden
Der Wittelsbacher Hausritterorden vom Heiligen Georg verstand sich bei seiner Gründung durch Karl Albrecht von Bayern 1726 als „Erneuerung“ des St.-Georgs-Ordens. 
Der 1768 von Philipp Ferdinand von Limburg-Styrum gegründete Alte Orden vom St. Georg, heute ein österreichischer Verein, verstand und versteht sich noch heute als Nachfolger des St.-Georgs-Ordens. Seit 1999 bekleidet Mag. Gundakar Liechtenstein das Amt des Gouverneurs des Vereins.
Diesen Vereinigungen steht ein anderer „St.-Georgs-Orden“ gegenüber, den auch der von Procházka erwähnte Bischof Hudal (ab 1923 Rektor des Collegio Teutonico di Santa Maria dell’Anima zu Rom) in einer von ihm verfassten historischen Abhandlung anführt. Darin beschreibt er unter anderem, dass sich Kaiser Karl I. 1917 die Verfügung über verschiedene Ritterorden – wie den Orden vom Goldenen Vlies, aber auch den „St.-Georgs-Orden“ – vorbehalten habe und Hudal selbst als provisorischer geistlicher Prior des Ordens fungiere. Nach dem Ableben Karls I. ging das Protektorat des St.-Georgs-Ordens per dynastischer Sukzession an seinen Sohn Otto über.
In einem „Reorganisations-Konvent“ vom 18. Jänner 2008 wurde ein gleichnamiger Orden unter vorhergehender Mitwirkung von Otto Habsburg-Lothringen, Karl Habsburg-Lothringen und Vincenz Liechtenstein als Verein öffentlich wiederbegründet. Am 24. April 2010 erhielt dieser durch Otto Habsburg eine neue Verfassung. Beim Konvent vom 30. April 2011 im Münster zu Neuberg an der Mürz wurde nach dem Tod Otto Habsburgs nach Proklamation durch den Großmeister Karl der „St.-Georgs-Orden – Ein europäischer Orden des Hauses Habsburg-Lothringen“ als „habsburgischer Orden“ bestätigt.

## Kunstwerke und Kunstschätze
In vielen von Kaiser Maximilian I. in Auftrag gegebenen Kunstwerken wird auf den St.-Georgs-Ritterorden Bezug genommen, so bei der Großen Ehrenpforte, beim Triumphzug, im Theuerdank und im Weißkunig sowie in mehreren Holzschnitten und Kupferstichen mit Darstellungen des Kaisers, der die Insignien des Ordens trägt. Von besonderer Bedeutung ist das Gebetbuch Maximilians I., das er für den St.-Georgs-Ritterorden schuf. Mehrere Exemplare wurden auf Pergament gedruckt und waren für Fürsten bestimmt, um sie für den Orden zu gewinnen. Das für den Kaiser bestimmte Exemplar wurde von den bedeutendsten Künstlern aus dem Umfeld Maximilians mit Zeichnungen versehen. Der Großteil dieser Zeichnungen stammt von Albrecht Dürer, daneben waren auch Albrecht Altdorfer, Lucas Cranach, Jörg Breu, Hans Baldung und Hans Burgkmair der Ältere beteiligt. Der überwiegende Teil dieses Exemplars befindet sich heute als besondere Kostbarkeit in der Bayerischen Staatsbibliothek in München, der Rest in der Stadtbibliothek von Besançon.
Im Stiftsmuseum Millstatt werden aus der Zeit des St.-Georgs-Ritterordens zahlreiche Kunstwerke gezeigt. Das sind unter anderem Faksimiles einer Reihe von kostbaren Handschriften wie das lateinische Gebetbuch des Johann Siebenhirter mit besonders qualitätsvollen Miniaturen, das prunkvolle Antiphonar des Ordens sowie bedeutende Inkunabeln aus der Frühzeit des Buchdrucks und vor allem das berühmte Gebetbuch Kaiser Maximilians I. mit Federzeichnungen von Albrecht Dürer, Albrecht Altdorfer und Lukas Cranach. 1495 schenkte Graf Leonhard von Görz nach dem Tode seiner Gattin Paola Gonzaga die von Andrea Mantegna entworfenen Brauttruhen dem St.-Georgs-Ritterorden zu Millstatt, wobei eine dieser Truhen im Museum ausgestellt ist. Zwei vorzüglichst erhaltene Brauttruhen befinden sich als Reliquienschreine im Grazer Dom. Schloss Ambras Innsbruck zeigt in seiner „Sammlung gotischer Skulpturen“ den Georgsaltar, der im Auftrag Maximilians I. von Sebold Bocksdorfer gefertigt wurde.